# Andreas Hartmann (Volkskundler)
Andreas Hartmann (* 1952 in Freiburg im Breisgau) ist ein deutscher Volkskundler.

## Werdegang
Hartmann studierte Volkskunde, Ethnologie und Musikwissenschaft an der Albert-Ludwigs-Universität Freiburg und promovierte dort 1984. Von 1986 bis 1992 war er als Hochschulassistent am Seminar für Volkskunde an der Georg-August-Universität Göttingen tätig, im Anschluss hatte er bis 1994 eine Vertretungsprofessur an der Universität Hamburg inne. Hartmann erlangte seine Habilitation an der Philipps-Universität Marburg und war seit 1998 als Professor für Volkskunde am Seminar für Volkskunde / Europäische Ethnologie an der Westfälischen Wilhelms-Universität Münster tätig. Mit dem Ende des Sommersemesters im September 2018 trat er in den Ruhestand ein. Zu seiner Emeritierung ehrten ihn seine Kollegen, Weggefährten und Freunde am 14. Oktober 2018 in den Räumen des Münsteraner Seminars für Volkskunde / Europäische Ethnologie mit der Übergabe einer 24 Aufsätze umfassenden Festschrift.
Im Fokus von Hartmanns Forschungen stehen der europäische Kulturbereich und Südostasien. Gemeinsam mit Elisabeth Timm ist er Herausgeber der Münsteraner Schriften zur Volkskunde / Europäischen Ethnologie.

## Publikationen (Auswahl)
- Was ist eine Grenze? Eine kulturwissenschaftliche Vermessung. In: Rheinisch-Westfälische Zeitschrift für Volkskunde. Band 45. Münster 2000, S. 9–19.
- Biologie der Kultur. In: Natur – Kultur. Volkskundliche Perspektiven auf Mensch und Umwelt. Waxmann, Münster 2001, ISBN 978-3-8309-6100-0, S. 21–29.
- Mikrokosmologie der Mahlzeit. Ein Versuch mit Antonius Anthus. In: Rheinisch-Westfälische Zeitschrift für Volkskunde. Band 53. Münster 2008, S. 277–288.

als Herausgeber und Mitwirkender:
- Grenzgeschichten. Berichte aus dem deutschen Niemandsland. Fischer, Frankfurt am Main 1990, ISBN 3-10-029906-X.
- Zungenglück und Gaumenqualen. Geschmackserinnerungen (= Beck’sche Reihe. Band 1063). Beck, München 1994, ISBN 3-406-37453-0.
- Historizität. Vom Umgang mit Geschichte (= Münsteraner Schriften zur Volkskunde/Europäischen Ethnologie. Band 13). Waxmann, Münster 2007, ISBN 978-3-8309-1860-8.
- mit Christiane Cantauw, Peter Höher, Uwe Meiners, Silke Meyer: Die Macht der Dinge. Symbolische Kommunikation und kulturelles Handeln (= Beiträge zur Volkskultur in Nordwestdeutschland. Band 116). Festschrift für Ruth-E. Mohrmann. Waxmann, Münster 2011, ISBN 978-3-8309-2470-8.
- mit Oliwia Murawska: Representing the future. Zur kulturellen Logik der Zukunft (= Edition Kulturwissenschaft. Band 66). Transcript, Bielefeld 2015, ISBN 978-3-8376-3015-2.

## Trivia
Zusätzlich zu seiner akademischen Laufbahn konnte Andreas Hartmann ab 2011 auch als „DJ Hartmann“ eine kleinere Bekanntheit erlangen.